# Mues
Mues – gmina w Hiszpanii, w Nawarze, o powierzchni 14,47 km². W 2011 roku gmina liczyła 96 mieszkańców.